# Арманкаси
Арманка́си (рос. Арманкасы, чув. Арманкасси) — присілок у складі Чебоксарського району Чувашії, Росія. Входить до складу Сіньяльського сільського поселення.
Населення — 78 осіб (2010; 77 у 2002).
Національний склад:
- чуваші — 99 %